# Шарнека (Лиссабон)
Шарнека (порт. Charneca) — район (фрегезия) в Португалии, входит в округ Лиссабон. Является составной частью муниципалитета Лиссабон. Находится в составе крупной городской агломерации Большой Лиссабон. По старому административному делению входил в провинцию Эштремадура. Входит в экономико-статистический субрегион Большой Лиссабон, который входит в Лиссабонский регион. Население составляет 10 509 человек на 2001 год. Занимает площадь 1,70 км².
Покровителем района считается Апостол Варфоломей (порт. São Bartolomeu).